# NGC 2389
NGC 2389 est une galaxie spirale intermédiaire située dans la constellation des Gémeaux. NGC 2389 a été découverte par l'astronome germano-britannique William Herschel en 1788. 

## Caractéristiques
Wolfgang Steinicke et le professeur Seligman classent cette galaxie comme une spirale barrée, mais aucune barre n'est visible sur l'image de celle-ci.
La classe de luminosité de NGC 2389 est III et elle présente une large raie HI. Elle renferme également des régions d'hydrogène ionisé.
En raison d'une brillance de surface égale à 14,02 mag/am2, on peut qualifier NGC 2389 de galaxie à faible brillance de surface (LSB en anglais pour low surface brightness). Les galaxies LSB sont des galaxies diffuses (D) avec une brillance de surface inférieure de moins d'une magnitude à celle du ciel nocturne ambiant.

### Distance
Sa vitesse par rapport au fond diffus cosmologique est de 4 091 ± 11 km/s, ce qui correspond à une distance de Hubble de 60,3 ± 4,2 Mpc (∼197 millions d'al).
À ce jour, 13 mesures non basées sur le décalage vers le rouge (redshift) donnent une distance de 60,923 ± 14,969 Mpc (∼199 millions d'al), ce qui est à l'intérieur des valeurs de la distance de Hubble.

## Paire de galaxies
Les galaxies NGC 2388 et NGC 2389 sont rapprochées sur la sphère céleste et elles sont à peu près à la même distance de nous. Elles forment une paire de galaxies qui sont probablement en interaction gravitationnelle.